# Central Hockey League (1963–1984)
Die Central Hockey League war eine nordamerikanische Eishockey Minor League, die 1963 gegründet und 1984 aufgelöst wurde.

Das Logo der CHL

Die Liga entstand 1963 als Central Professional Hockey League, fünf Jahre später folgte die Umbenennung auf den Namen Central Hockey League. Die sich im Besitz der National Hockey League befindliche Liga entstand als Ersatz für die zuvor aufgelöste Eastern Professional Hockey League und wurde dabei auch komplett von der NHL organisiert und verwaltet. Der erste Präsident der Central Hockey League war Jack Adams, der die Liga für die nächsten fünf Jahre führte. Die Meisterschaftstrophäe wurde ihm zu Ehren Adams Cup genannt.

Das Logo der CPHL

Die Liga begann in der Saison 1963/64 mit fünf Teams. Dies waren die Omaha Knights, St. Paul Rangers, Minneapolis Bruins, St. Louis Braves und die Indianapolis Capitols. Die Omaha Knights gewannen als erstes Team den Meisterschaftspokal, den Adams Cup. Im Laufe ihrer Geschichte schwankte die Teilnehmeranzahl der Liga zwischen vier und neun Franchises. Keines der Franchises war dabei die gesamte Zeit aktiv, viele überdauerten nur wenige Jahre und wurden aufgelöst. Nach der Saison 1983/84, die mit fünf Mannschaften ausgetragen wurde, folgte bei drei Franchises die Auflösung, nur die Indianapolis Checkers und die Salt Lake Golden Eagles führten den Spielbetrieb danach in der International Hockey League fort.

## Teams
| - Albuquerque Six-Guns (1973–1974) - Amarillo Wranglers (1968–1969, 1970–1971) - Birmingham Bulls (1979–1981) - Birmingham South Stars (1982–1983) - Cincinnati Stingers (1979–1980) - Cincinnati Tigers (1981–1982) - Cincinnati Wings (1963–1964, wurden Memphis Wings) - Colorado Flames (1982–1984) - Dallas Black Hawks (1967–1982) - Denver Spurs (1974–1975) - Fort Worth Texans (1974–1982) - Fort Worth Wings (1967–1974, wurden Fort Worth Texans) - Houston Apollos (1965–1969, 1979–1981) - Indianapolis Capitols (1963–1964, wurden Cincinnati Wings) - Indianapolis Checkers (1979–1984) - Iowa Stars (1969–1970) - Kansas City Blues (1967–1972, 1976–1977) - Kansas City Red Wings (1977–1979) | - Memphis South Stars (1967–1969) - Memphis Wings (1964–1967, wurden Fort Worth Wings) - Minneapolis Bruins (1963–1965) - Minnesota Rangers (1965–1966, wurden Omaha Knights) - Montana Magic (1983–1984) - Nashville South Stars (1981–1982, wechselten in die Atlantic Coast Hockey League) - Oklahoma City Blazers (1965–1977) - Oklahoma City Stars (1978–1982) - Omaha Knights (1963–1965, wurden Houston Apollos; 1966–1975) - Phoenix Roadrunners (1977–1978) - St. Louis Braves (1963–1967) - St. Paul Rangers (1963–1965, wurden Minnesota Rangers) - Salt Lake Golden Eagles (1974–1984) - Seattle Totems (1974–1975) - Tucson Mavericks (1975–1976) - Tulsa Oilers (1964–1984) - Wichita Wind (1980–1983) |

## Vergebene Trophäen
- Adams Cup – Trophäe für den Sieger der Playoffs
- Tommy Ivan Trophy – Wertvollster Spieler der Saison
- Phil Esposito Trophy – Topscorer der regulären Saison
- Bobby Orr Trophy – Wertvollster Abwehrspieler der Saison
- Bob Gassoff Trophy – Am meisten verbesserter Abwehrspieler
- Terry Sawchuk Trophy – Bester/s Torhüter(-gespann) des defensivbesten Teams (niedrigster Gegentorschnitt)
- Ken McKenzie Trophy – Rookie des Jahres
- Don Ashby Memorial Trophy – Iron Man Award
- Max McNab Trophy – Wertvollster Spieler der Playoffs
- Jake Milford Trophy – Trainer des Jahres
- Clarence Campbell Trophy – Trophäe für das am professionellsten auftretende Franchise